# Cristian Nemescu
Cristian Nemescu (Bucarest, 31 de marzo de 1979 - Bucarest, 24 de agosto de 2006) fue un director de cine rumano.
Nemescu se graduó en la Academia de Artes Cinematográficas de Bucarest en 2003. Durante su último año en la academia realizó el cortometraje, Story From The Third Block Entrance, que recibió algunos premios en el Festival Internacional de Estudiantes de Cine de la Universidad de Nueva York y en el Premiers Plans de Angers. La Academia Europea de cine la nominó en la categoría de Mejor cortometraje.
La película Marilena from P7, que escribió y dirigió, se exhibió en la secció oficial del Festival Internacional de Cine de Cannes de 2006. Su último largometraje fue California Dreamin', protagonizado por Armand Assante. Acabó el reodjae en julio y estaba en periodo de posproducción en el momento que falleció. El film fue premiada con el premio de Un Certain Regard en el Festival Internacional de Cine de Cannes de 2007.
Nemescu falleció en un accidente de tráfico en Bucarest en el que también falleció el técnico de sonido Andrei Toncu. Nemescu y Toncu viajaban en un taxi que fue golpeado en el puente Eroilor por un Porsche Cayenne conducido por un ciudadano británico (Ali Imran). La experiencia técnica estableció que el Porsche iba 113 km/h (63 km/h por encima del límite de velocidad), mientras que el taxi tenía una velocidad de 42 km/h. El conductor fue inicialmente sentenciado a 7 años de prisión por un tribunal rumano, pero luego se le redujo la pena a 6 años.

## Filmografía
- 2007 California Dreamin' (inacabada)
- 2006 Marilena de la P7 (Marilena from P7)
- 2003 Poveste la scara C (C Block Story)
- 2001 Mihai şi Cristina (Mihai and Cristina)
- 2001 Mecano
- 2000 La bloc oamenii mor după muzică (In Apartment Buildings People Are Crazy About Music)
- 2000 Kitchitoarele